# Ostrinia scapulalis
Ostrinia scapulalis — вид лускокрилих комах родини вогнівок-трав'янок (Crambidae).

## Поширення
Вид поширений в Європі та Північній Азії, включаючи Японію. Присутній у фауні України.

## Опис
Розмах крил 20-32 мм. Крила жовтувато-коричневі із темнішим зубчастим візерунком. Личинки світло-рожеві з сірою смугою на спині.

## Спосіб життя
Метелики літають з квітня по жовтень. Активні вночі. Личинки живлять полином звичайним, але можуть шкодити і культурним рослинам як кукурудза та адзукі (в Японії). Вони живуть і харчуються у стеблі рослини, починаючи від верхівки.